# Trois Dames et un as
Pour plus de détails, voir Fiche technique et Distribution.
Trois Dames et un as (titre original : The Card) est un film britannique réalisé par Ronald Neame, sorti en 1952. 

## Synopsis
Dans les années 1890, Edward Henry Machin, surnommé Denry, est un jeune homme ambitieux. Après avoir triché à un examen d'entrée dans une école huppée, il devient clerc à 16 ans chez le notaire local, M. Duncalf. Il rencontre la charmante Comtesse de Chell, une des clientes de l'office, et se voit confier la tâche d'envoyer les invitations au grand bal de la ville. Il s'ajoute à la liste des invités et gagne un pari qui consistait à danser avec la comtesse. Mais le lendemain il est licencié par Duncalf.
Denry offre alors ses services comme collecteur de loyers à une ancienne cliente du notaire, Mme Codleyn. Sa réputation d'efficacité lui assure un nouveau client, M. Calvert. Mais Denry réalise rapidement qu'il pourrait se faire plus d'argent en prêtant avec un taux d'intérêt élevé aux locataires qui ont des arriérés. À cette occasion, il découvre que Ruth Earp, la professeur de danse, est elle-même très endettée. Comme ils sont attirés l'un par l'autre, ils se fiancent néanmoins.
Alors qu'il est en vacances à Llandudno avec Ruth et Nellie Cotterill, il arrive à tourner à son avantage un naufrage et le sauvetage des marins. Mais il y réalise aussi le caractère dépensier de Ruth, et ils se quittent en mauvais termes.
Denry démarre ensuite le « Five Towns Universal Thrift Club », destiné à permettre à ses membres d'acheter à crédit. Il en tire à la fois richesse et réputation, et son expansion est facilitée par l'appui que lui fournit la comtesse. Il a aussi d'autres ambitions, il devient conseiller municipal et il achète les droits de Callear, le « meilleur avant-centre d'Angleterre », pour le club local de football.
Ruth réapparaît, désormais veuve d'un riche noble, et il envisage un temps de renouer des relations avec elle. Le père de Nellie est de nouveau en faillite et la famille décide d'émigrer au Canada, avec l'aide de Denry. Au moment où ils embarquent sur le paquebot à Liverpool, Denry se rend compte que Nellie est son véritable amour. Ruth, qui assistait au départ, est furieuse, mais elle rencontre à nouveau un vieux noble... Nellie et Denry se marient et Denry devient le plus jeune maire de l'histoire de la ville.

## Fiche technique
- Titre original : The Card
- Titre français : Trois Dames et un as
- Titre américain : The Promoter
- Réalisation : Ronald Neame
- Scénario : Eric Ambler, d'après le roman The Card publié en 1910 par Arnold Bennett
- Direction artistique : T. Hopewell Ash
- Costumes : Sophie Devine (en) (Comme Motley)
- Maquillage : W.T. Partleton
- Photographie : Oswald Morris
- Montage : Clive Donner
- Musique : William Alwyn
- Production : John Bryan
- Production déléguée : Earl St. John
- Production associée : Bob McNaught
- Société(s) de production : British Film-Makers, The Rank Organisation
- Société(s) de distribution :  General Film Distributors ;  Universal Pictures
- Pays d'origine :  Royaume-Uni
- Langue originale : anglais
- Format : noir et blanc – 35 mm – 1,37:1 – mono (Western Electric Recording)
- Genre : comédie
- Durée : 91 minutes
- Dates de sortie : 
  - Royaume-Uni : 25 février 1952 (Londres)
  - France : 17 octobre 1952
  - États-Unis : 28 octobre 1952 (New York)

## Distribution
- Alec Guinness : « Denry » Machin, alias « The Card »
- Glynis Johns : Ruth Earp
- Valerie Hobson : Comtesse de Chell
- Petula Clark : Nellie Cotterill
- Edward Chapman : Mr Duncalf
- Frank Pettingell : Chef de la police
- Wilfrid Hyde-White : Lord au port de Liverpool (non crédité)